# Xavier Carreras
Xavier Carreras (Bayaguana, Monte Plata, República Dominicana, 9 de octubre de 1994) es un baloncestista dominicano nacionalizado argentino que se desempeña como alero en Peñarol de Mar del Plata de la Liga Nacional de Básquet de Argentina. 

## Trayectoria
Carreras emigró a la Argentina junto a su familia en 1998, afincándose en la ciudad de Buenos Aires. A los 11 años comenzó a practicar el baloncesto en el club UGAB, la filial argentina de la Unión General Armenia de Beneficencia. Allí debutaría con el equipo mayor en el torneo local de clubes pertenecientes a la FEBAMBA.  
Posteriormente actuó en las categorías menores del baloncesto profesional argentino, hasta que en 2019 dio el salto a la Liga Nacional de Básquet, contratado por Estudiantes Concordia. Luego de una campaña con los entrerrianos en la que promedió 7.4 puntos y 3.4 rebotes por encuentro en 27 partidos, firmó contrato con Regatas Corrientes. Jugó dos temporadas con los correntinos, presentándose en el medio de ambas en el draft de la Liga Nacional de Baloncesto de República Dominicana, lo que le permitió participar de ese torneo en su país natal vistiendo los colores de Cañeros del Este.
En junio de 2025 se anunció que retornaría a Cañeros del Este, pero finalmente ello no ocurrió y Carreras fichó con Peñarol de Mar del Plata.

### Clubes
| Club                     | País                 | Año             |
| ------------------------ | -------------------- | --------------- |
| UGAB                     | Argentina            | 2011 - 2013     |
| River Plate              | Argentina            | 2013 - 2015     |
| San Lorenzo de Chivilcoy | Argentina            | 2015 - 2016     |
| Tomás de Rocamora        | Argentina            | 2016            |
| Ciclista                 | Argentina            | 2016 - 2018     |
| Petrolero Argentino      | Argentina            | 2018 - 2019     |
| Pinocho                  | Argentina            | 2019            |
| Estudiantes de Concordia | Argentina            | 2019 - 2020     |
| Regatas Corrientes       | Argentina            | 2020 - 2021     |
| Cañeros del Este         | República Dominicana | 2021            |
| Regatas Corrientes       | Argentina            | 2021 - 2022     |
| Oberá                    | Argentina            | 2022 - 2023     |
| Piratas de Bogotá        | Colombia             | 2023            |
| Regatas Corrientes       | Argentina            | 2023 - 2024     |
| Riachuelo                | Argentina            | 2024 - 2025     |
| Peñarol de Mar del Plata | Argentina            | 2025 - Presente |